# William Allan (genetista)
William Allan (1881-1943) fue un médico y genetista estadounidense que realizó estudios pioneros en genética humana y enfermedades hereditarias. Estableció el primer curso de genética humana, en la Escuela de Medicina Bowman Gray, que ahora forma parte del Centro Médico Bautista de la Universidad Wake Forest.
En la Facultad de Medicina Bowman Gray se creó el primer departamento de genética médica de Estados Unidos, y William Allan fue nombrado primer presidente del departamento. Antes de este nombramiento, había ejercido la práctica privada en Charlotte, Carolina del Norte, donde fue reconocido a nivel nacional por sus primeros trabajos en genética humana y médica. Como presidente de este nuevo departamento, William Allan también dirigió el primer programa de investigación en genética médica del país, financiado por la Fundación Carnegie.
La Sociedad Americana de Genética Humana (ASHG) concedió a Allan su máximo galardón en 1961. El premio William Allan es concedido anualmente por la ASHG para reconocer las contribuciones científicas sustanciales y de gran alcance a la genética humana llevadas a cabo durante un período sostenido de investigación y productividad científica. En la reunión anual de la ASHG se entrega un premio de 25.000 dólares y una medalla grabada.

## Síndrome de Allan-Herndon-Dudley
Esta afección, que se da casi exclusivamente en los varones, interrumpe el desarrollo desde antes del nacimiento. Recibe el nombre epónimo de William Allan, Florence C. Dudley y C. Nash Herndon. El síndrome de Allan-Herndon-Dudley es un raro trastorno del desarrollo cerebral que provoca un retraso mental de moderado a grave y problemas de movimiento.